# Selliguea lanceola
Selliguea lanceola är en stensöteväxtart som först beskrevs av Georg Heinrich Mettenius, och fick sitt nu gällande namn av Eugène Pierre Nicolas Fournier. Selliguea lanceola ingår i släktet Selliguea och familjen Polypodiaceae. Inga underarter finns listade.